# مرکز خرید خلیج فارس

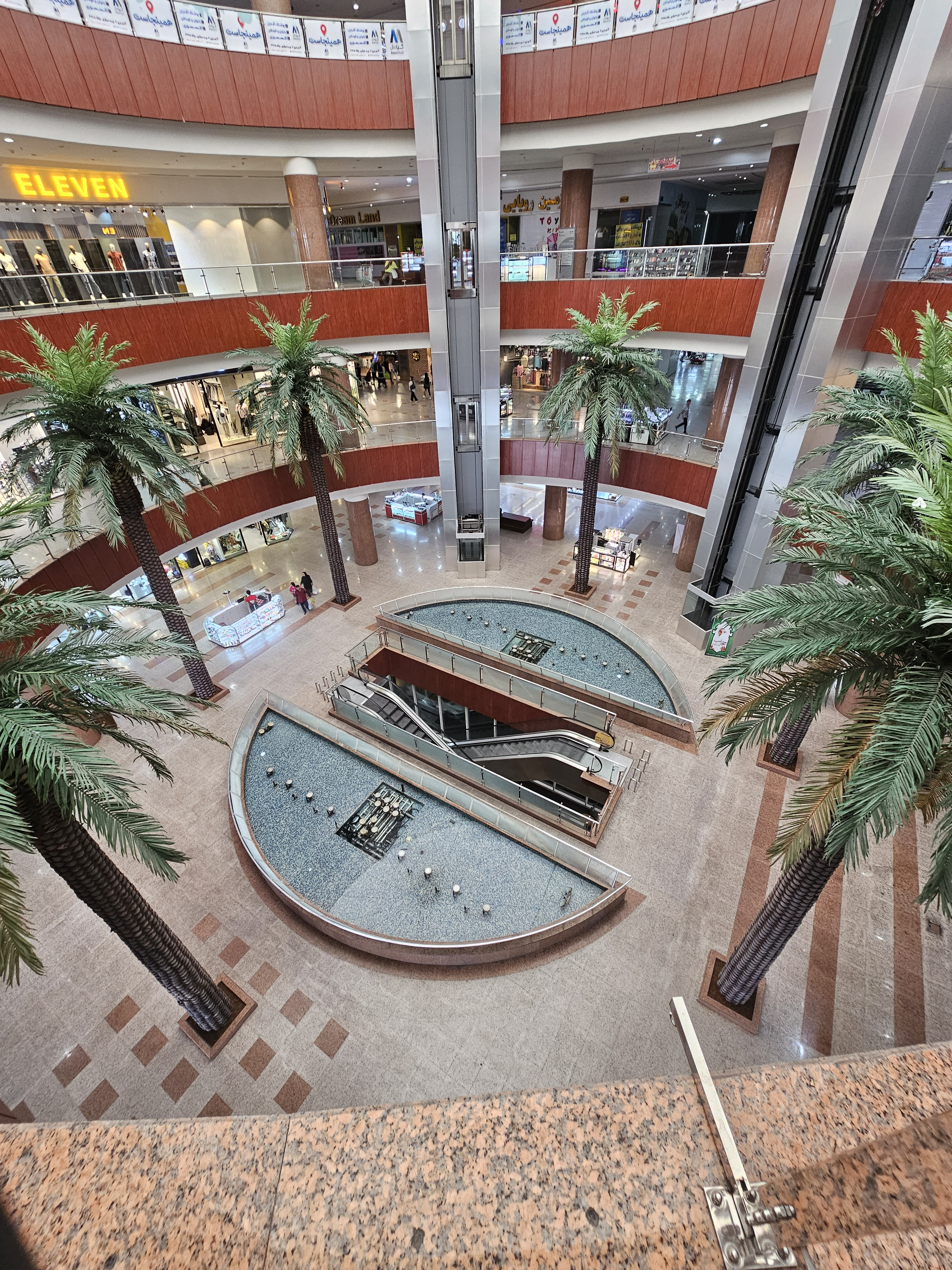
داخل مجتمع خلیج فارس

مرکز خرید خلیج فارس یا خلیج فارس مال مرکز خرید، تفریحی، گردشگری و اقامتی در شهر شیراز است. مرکز خرید خلیج فارس سومین مرکز خرید بزرگ ایران، چهارمین مرکز خرید خاورمیانه و دوازدهمین مرکز خرید بزرگ جهان از نظر مساحت است هرچند از نظر تعداد واحد های تجاری همچنان بعد از ایران مال بزرگ‌ترین مرکز خرید در دنیاست.
مجتمع خلیج فارس شیراز با هدف فراهم کردن مکانی ایده‌آل، جهت تفریح، تجارت، امور فرهنگی، ورزشی و تفریحی برای ساکنان شیراز و گردشگران، در زمینی با وسعت ۵۰۰ هزار مترمربع در فروردین سال ۱۳۹۱ افتتاح شده است. این مجموعه از ۷ بلوک تشکیل شده و دارای ۲۵۰۰ فروشگاه، سینما، شهربازی، هایپر مارکت، هتل پنج‌ستاره و سالن ورزشی است.

## امکانات
این مجتمع شامل بخش‌هایی نظیر هتل پنج ستاره، پردیس سینمایی، شهربازی، ۵٬۵۰۰ واحد پارکینگ، ۲٬۵۰۰ واحد تجاری، سالن ورزشی، استخر، سونا، جکوزی و سالن پذیرایی است.

## هتل مجموعه خلیج فارس

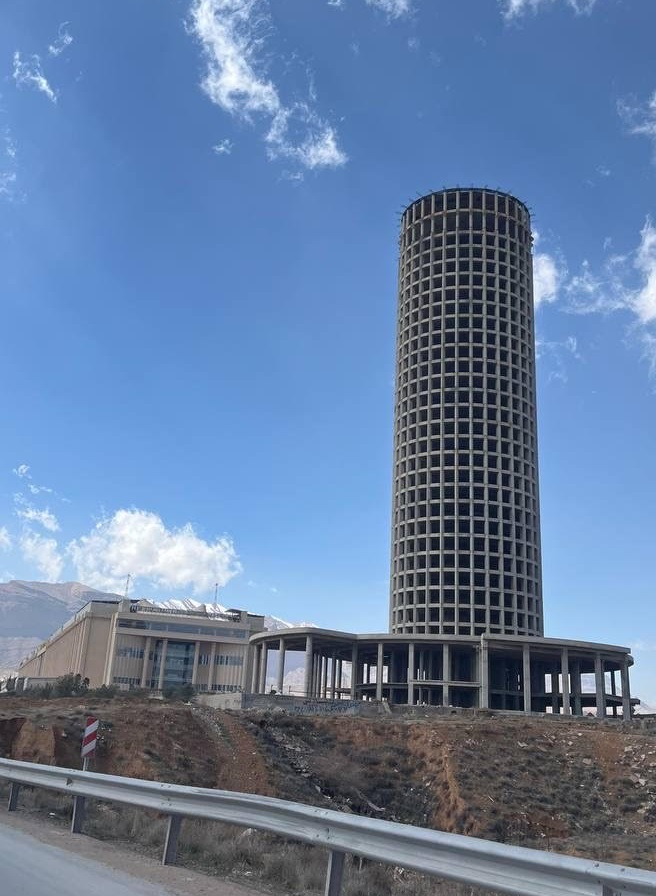
نمایی از ساختمان نیمه کاره هتل

هتل مجتمع خلیج فارس در ورودی شمالی مجموعه قرار دارد و دارای ۳۵ طبقه و با ۱۵۰ متر ارتفاع است که این سازه به عنوان بلندترین هتل ایران شناخته میشود. این هتل بین‌المللی که قرار بود ۷ ستاره باشد که به دلیل مسائل فرهنگی به ۵ ستاره تبدیل شد، اما بعد از چندین سال از افتتاح مجتمع تجاری این هتل به دلایل نامعلوم نیمه کاره رها ماند.

## شهربازی ایران‌لند
شهربازی مسقف این مجموعه به نام ایران‌لند در خرداد ماه ۱۳۹۲، افتتاح شد که مورد استقبال شهروندان شیرازی قرار گرفت. همچنین این شهربازی مسقف به عنوان بزرگ‌ترین و مدرنترین شهربازی سرپوشیده ایران انتخاب شده‌است.
موقعیت شهربازی روباز مجموعه بین خود مجتمع و هتل قرار گرفته که امکانات و وسایل تفریحی و شهربازی بسیار مدرنتری برای آن پیش‌بینی شده بود. همچنین دریاچه‌ای به شکل خود خلیج فارس نیز در کناره هتل و شهربازی قرار بود ساخته شود، که ساخت آن بعد از چند سال از افتتاح مجتمع متوقف شد.

## پردیس سینمایی هنر شهر آفتاب
پردیس سینمایی این مجموعه با نام هنر شهر آفتاب در آذر ماه ۱۳۹۶، گشایش یافت. این پردیس سینمایی استاندارترین و به روزترین مجموعهٔ سینمایی ایران محسوب می‌شود و دارای هشت سالن نمایش با مجموع گنجایش ۱٬۵۰۰ تن است. در این مجموعه امکان برگزاری نمایش‌های تئاتر و کنسرت‌های موسیقی نیز وجود دارد.